# Туркестан (аэропорт)
Аэропорт Туркестан — бывший аэропорт города Туркестан, административного центра Туркестанской области.
Аэродром был способен принимать самолёты Як-40, Ан-24, Л-410, Ил-14, Ан-2 и более лёгкие, а также вертолёты всех типов. Максимальный взлётный вес воздушного судна — 21 тонна.
В 2020 году открыт новый аэропорт Хазрет Султан в 12 км восточнее прежнего, а старый аэропорт закрыт.